# Wallfahrtsbasilika Mariä Heimsuchung (Žemaičių Kalvarija)

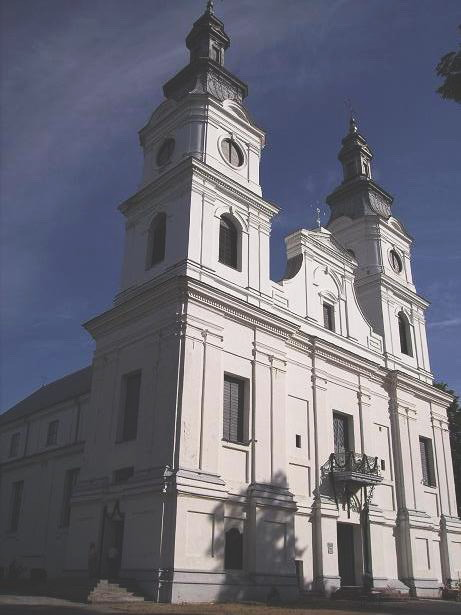
Basilika Unserer Lieben Frau

Die Wallfahrtsbasilika Mariä Heimsuchung (litauisch Žemaičių Kalvarijos Švč. Mergelės Marijos Apsilankymo mažoji bazilika) ist das Zentrum des katholischen Wallfahrtsortes Žemaičių Kalvarija im westlichen Litauen. Die Pfarrkirche mit dem Titel Mariä Heimsuchung wurde 1988 von Papst Johannes Paul II. zur Basilica minor erhoben. Sie untersteht dem Bistum Telšiai. Jedes Jahr im Juli findet hier das Große Kirchenfest von Žemaičių Kalvarija statt.

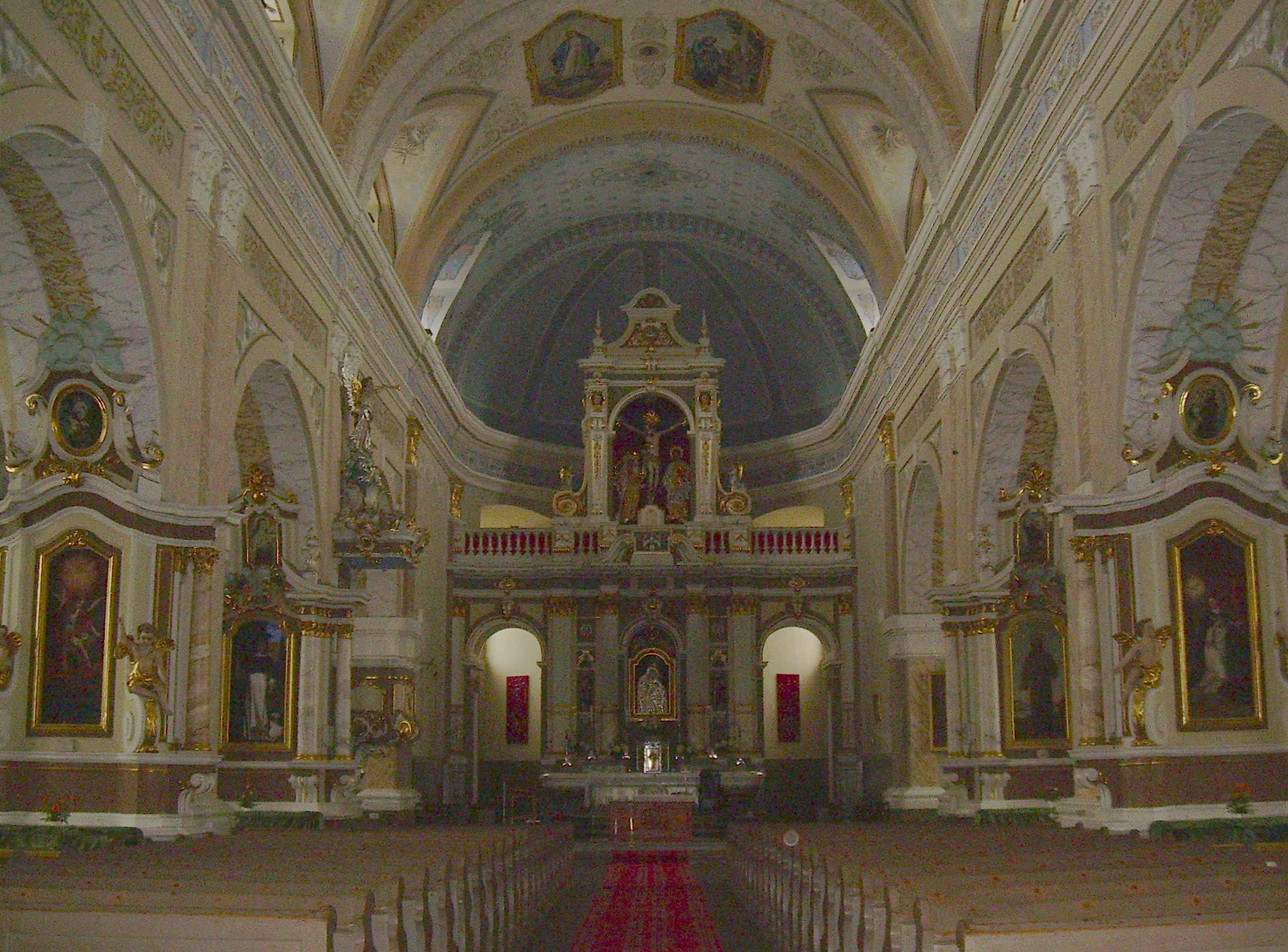
Innenansicht

Berühmt ist die barocke Kirche vor allem wegen des Gnadenbildes der Jungfrau Maria. Außerdem enthält der Hochaltar die größte Kreuzreliquie des Baltikums. Die 20 Kreuzwegstationen von 1639 gehören ebenfalls zur Kirche. Der Ort empfängt jährlich ca. 70.000 Besucher, die meisten davon als Pilger während des Kirchenfestes im Juli. Dabei wird über die Bedeutung von Leid und Tod Jesu nachgedacht. Von 2004 bis 2006 zog sich der Prozess der Krönung des Gnadenbildes hin, der noch von Johannes Paul II. begonnen wurde und unter Benedikt XVI. seinen Abschluss fand.